# Institut pour la maîtrise des risques
L’Institut pour la maîtrise des risques (IMdR) est une association loi de 1901 créée en 2002 par quatorze grands groupes industriels : Airbus (groupe) (EADS), Air liquide, Commissariat à l'énergie atomique et aux énergies alternatives (CEA), Centre national d'études spatiales (CNES), Dassault Aviation, Électricité de France (EDF), Ligeron, Groupe PSA, Régie autonome des transports parisiens (RATP), Renault, Société nationale des chemins de fer français (SNCF), TechnicAtome, Thales et Schneider. L'institut est une société savante qui fédère des professionnels, industriels ou universitaires, des étudiants et autres intéressés par la thématique des risques dans le but d'en améliorer les connaissances, de développer des méthodologies d'identification, d'évaluation, d'analyse, de prévention des risques et de sensibiliser le monde industriel sur l’intérêt de développer la maîtrise des risques, la sûreté de fonctionnement et les cindyniques au travers de journées, de formations et de congrès.

## Historique
L'IMdR a été créé en 2002, sa constitution actuelle provient de la fusion de deux associations en 2006 :
- Institut de sûreté de fonctionnement (ISdF)
- Institut européen des cindyniques[3] (IEC)

En 1972, la Société des électriciens et des électroniciens(SEE), le Groupement d’industrie d’électronique (GIEL) et la Fédération des industries électriques et électroniques (FIEEL) s’associent pour organiser un congrès (à Perros-Guirec) sur la fiabilité des composants. Après les trois premières éditions (1972, 1974 et 1976), ils sont rejoints en 1978 par le Centre national d’études et de télécommunication (CNET), ancêtre des services d’études et de recherche de France Telecom et le Centre national d'études spatiales (CNES) pour organiser à Paris le 1er congrès de fiabilité et de maintenabilité λμ (λ symbolisant la fiabilité et μ la maintenabilité). L’Agence spatiale européenne (ESA) rejoint les partenaires d’origine en 1982, puis le Commissariat à l’énergie atomique (CEA) en 1984.
Mais l’histoire de la sûreté de fonctionnement (fiabilité, maintenabilité, disponibilité, sécurité) ne date pas de 1972, ni même de 1978, bien que la première appellation SdF (Sûreté de fonctionnement) date des années 1970. Elle apparaît en France dans les années 1980 sous l’impulsion principalement de Jean-Claude Ligeron, Maurice Lemaire, Alain Desroches, Jean-Claude Laprie, Michel Gondran, Henri Procaccia et Alain Villemeur. Les premiers travaux de fiabilité, attribués à Waloddi Weibull, ont en réalité été publiés vers 1939, même si des travaux plus qualitatifs ou plus expérimentaux ont concerné la fiabilité dans les siècles précédents. Aux États-Unis, cette question était ainsi d’actualité depuis la Seconde Guerre mondiale et le congrès annuel RAMS (Reliability – Availability – Maintainability – Symposium) fête ses soixante-cinq ans en 2019.
Le plus grand congrès francophone (le congrès λμ) se tient quant à lui tous les deux ans.

### Institut de sûreté de fonctionnement (ISdF)
L'Institut de sûreté de fonctionnement, créé en 1989 à la suite du congrès λμ 6 de Strasbourg sous l’impulsion des industriels cités précédemment et avec le concours du Ministère de l’Industrie, a été dirigé par Jean-Gérard Roussel du CNES. Cet institut, rattaché administrativement au Mouvement français pour la qualité (MFQ), sera, dès 1990, associé à l’organisation des congrès λμ pour en prendre le pilotage à partir de 1998.
Quelques exemples d'accidents : l'explosion d'un nuage de cyclohexane en 1974 à Flixborough, la désintégration de la navette Challenger en janvier 1986 où sept astronautes périssent, la catastrophe de Tchernobyl en avril de la même année, le naufrage du sous-marin Koursk en mer de Barents en août 2000 faisant 118 morts, l’incendie de la plateforme de forage Deepwater Horizon dans le Golfe du Mexique en avril 2010 (11 morts) suivi d'une pollution de grande ampleur ou, plus récemment, en mars 2011, la catastrophe de Fukushima.
En 2002, quatorze grands industriels apportent leur soutien à Guy Planchette pour refonder une structure consacrée à la maîtrise des risques. Ainsi naît l’IMdR-SdF qui reprend les activités de l’ISdF en les élargissant à tous les domaines de la maîtrise des risques industriels de la sûreté de fonctionnement et aux cindyniques.
Ce domaine a continué à s’étendre en prenant en compte les facteurs humains et organisationnels. En effet, des accidents tels que ceux de l’usine chimique de Flixborough, au nord de Londres en juin 1974 (28 morts) – accident qui est à l’origine de l’expression « risque technologique majeur » proposée par Patrick Lagadec –, de la plateforme Piper Alpha en mer du Nord en juillet 1988 (167 morts) ou les accidents de l’usine Metaleurop en juillet 1993 (une dizaine de morts) ont clairement fait apparaître le rôle majeur de l’organisation industrielle dans bon nombre d’accidents.

### Institut européen des cindyniques (IEC)
Parallèlement, Georges-Yves Kervern développait une nouvelle approche des dangers qu’il appelait « cindyniques », littéralement sciences des dangers, qui permet de comprendre comment des accidents complexes et jugés a priori impossibles à imaginer se produisent. Autour de cette théorie, explicitée dans plusieurs livres dont L’Archipel du danger (publié en 1991), se créait un Institut Européen des Cindyniques (IEC).
Les systèmes complexes sont des systèmes dont les interactions entre sous-systèmes sont très nombreuses, ce qui rend très difficile de décomposer un problème en sous-problèmes indépendants que l’on pourrait résoudre séparément, d’où une grande difficulté à les modéliser et à les maîtriser.
Les risques à très faible probabilité et à très fort impact concernent des événements rares, généralement dits "imprévisibles", par nature non observés, ce qui rend plus difficile l’utilisation des méthodes classiques. D’autre part, le produit de la probabilité par la gravité des conséquences, qu'on qualifie de criticité, ne constitue plus alors un paramètre permettant de comparer la criticité de risques différents. Ainsi, certains risques peuvent-ils être perçus comme inacceptables, même si leur probabilité est infime.
Guy Planchette, fondateur de l’IMdR-SdF et dernier président de l’IEC, avait perçu les possibilités de cette nouvelle approche et favorisa la fusion de l’IEC et de l’IMdR à l’été 2006, démultipliant ainsi les compétences de l’Institut et élargissant sensiblement le spectre de la nouvelle association ainsi renforcée. Conscient de la difficulté d’utilisation des « cindyniques », il a depuis animé un groupe de travail et de réflexion qui en a simplifié le vocabulaire et les concepts sans les dénaturer, de façon à se concentrer sur le point majeur d’apport : l’identification de risques difficilement repérables par les méthodes classiques et concernant principalement des systèmes complexes comportant un grand nombre d’acteurs, de valeurs, de cultures et d’objectifs différents. Une formation à ces nouveaux outils est maintenant dispensée par l’IMdR.

## Fonctionnement

### Structure
L’IMdR répond de son action devant un conseil d’administration représentant les divers collèges de membres de l’association. Ce conseil se réunit trimestriellement. L’IMdR a son siège à Cachan (94) et comprend trois salariés, tous les autres membres actifs étant soit des membres des sociétés adhérentes, soit des experts bénévoles soucieux de faire progresser les thèmes sur lesquels travaille l’association.

### Commissions
- Commission ''Produits'' : elle établit les propositions d'activités : Projets, études techniques, manifestations (journées IMdR et en partenariat, articles de sensibilisations, formations ...), etc.
- Commission "Réglementation et Normalisation" : elle assure la coordination des actions IMdR liées à la normalisation (participation à l'AFNOR, à l'UTE au BNAE, etc.).
- Commission des ''GTR'' : elle assure le pilotage et le suivi des groupes de travail et de réflexion.
- Commission ''Communication'' : elle propose les actions de communication (Lettre d'information, flash info, insertion d'articles dans des revues scientifiques, etc. ….).
- Commission "Actions à l'International'' : elle propose les actions à mener à l’échelle l'internationale et les partenariats à privilégier

### Comités
- Comité d'organisation du Lambda Mu : composé des Représentants des 9 partenaires financiers (Air Liquide, CEA, CNES, EDF, PSA Peugeot-Citroën, RATP, RENAULT, SAFRAN, SNCF, Thales), il choisit les thèmes des congrès, veille à leur bonne organisation et en assure le suivi financier.
- Comité de programme du Lambda Mu : a la charge du contenu scientifique et technique des sessions ''conférences'' et ''interactives'' du congrès, ainsi que des tutoriels, des ateliers et témoignages d'ingénieurs durant la journée des tutoriels.

### Présidents ISdF - IMdR
| ISdF | Date        | Président           | Organisme              |
| ---- | ----------- | ------------------- | ---------------------- |
| ISdF | 1989 - 1991 | Jean-Gérard Roussel | Directeur qualité CNES |
| ISdF | 1991 - 1997 | Yves Bertrand       | Directeur à la DGA     |
| ISdF | 1997 - 2002 | Guy Peyrache        | Président de la SFM    |
| IMdR | 2002 - 2009 | Guy Planchette      | Directeur à la RATP    |
| IMdR | 2009 - 2016 | Jean- Paul Langlois | Directeur au CEA       |
| IMdR | 2016 - 2022 | Philippe Le Poac    | Directeur au CEA       |
| IMdR | 2022 -      | Jacques Repussard   | Directeur à l'IRSN     |

## Activités

### Les groupes de travail et de réflexion (GTR)
Les groupes de travail et de réflexion sont les lieux d’échange et de production. Ils se réunissent en moyenne une fois tous les deux mois sur une thématique donnée (maîtrise des risques et sûreté de fonctionnement, cyber-sécurité et sûreté de fonctionnement des logiciels, cindyniques, méthodes et outils...) et avec un objectif de production clairement identifié, choisi par le GTR lui-même : la préparation d’une journée thématique comme la journée autour de la notion d’interaction dans des approches systémiques pour appréhender la complexité, la rédaction de fiches pédagogiques, d’articles, d’ouvrages ou de guides, la préparation d’ateliers ou de tutoriels pour les congrès λμ, la rédaction d’articles pour Wikipédia, voire d’autres objectifs sous réserve qu’ils soient définis et atteignables dans un délai raisonnable (inférieur à trois ans).
Tout membre d’une société adhérente peut participer aux travaux des GTR. Le lancement d’un nouveau groupe se fait dès lors qu’il existe un sujet susceptible d’intéresser un nombre significatif de participants (de six à trente) et qu’un animateur se porte volontaire pour en assurer la conduite. La première réunion de groupe finalise la fiche d’objectif pour que le groupe se l’approprie et donne son accord. Une fois l’objectif atteint, le GTR évolue en mettant fin à son existence ou en se fixant de nouveaux objectifs et un calendrier pour les atteindre.
Les thèmes de réflexion des groupes évoluent. Certaines thématiques sont très techniques, d’autres plus orientés « facteurs humains et organisationnels ». Plusieurs GTR sont communs avec d’autres entités comme l’Association française de prévention contre les catastrophes naturelles (AFPCN), l’Association française de mécanique (AFM), l’Association française de génie parasismique (AFPS) … Ceci permet de marier les compétences de ces structures dans des dialogues très constructifs.

### Les projets de recherche mutualisés
Lorsque plusieurs sociétés sont intéressées par des travaux de recherche ou de développement sur un même sujet et souhaitent sous-traiter en commun une étude sur le sujet, l’IMdR en coordonne la maîtrise d’ouvrage. L’intérêt pour les adhérents est double : d’une part, ils participent à une équipe de maîtrise d'ouvrage au sein de laquelle les débats concernant les angles d’approche de chacun, les exemples à traiter sont autant d’enrichissement pour chacun des participants, et d’autre part ils mutualisent l’étude qui leur revient ainsi moins chère.
Souvent, l’idée d’un projet naît au sein d’un GTR. L’IMdR participe à la mise en forme d’une fiche sur le sujet proposé, en fait la publicité au sein de ses adhérents pour obtenir le nombre de souscripteurs souhaités (en général de 4 à 8, mais certains projets ont rassemblé plus d’une douzaine de contributeurs), procède à l’appel d’offre auprès des entreprises et laboratoires de recherche susceptibles d’effectuer l’étude.
Un chef de projet est choisi parmi les souscripteurs. L’entreprise dont l’offre technique est jugée la plus innovante, ou la plus « intéressante » du point de vue des sociétés souscriptrices, est sélectionnée et le projet – d’une durée qui varie en général de 9 à 18 mois – est suivi par un comité de pilotage qui rassemble les représentants des entreprises qui souscrivent et des représentants de l’IMdR. Pour chacun des souscripteurs, l’apport financier varie de 5 à 10 k€ selon l’étude.
Les travaux donnent lieu à un document et à une restitution orale. Le résultat reste la copropriété des souscripteurs pendant une durée de 3 ans, l’IMdR bénéficiant d’un droit d’usage sur les résultats pour la réalisation de ses objectifs et de ses besoins propres de recherche, dans le respect des clauses de confidentialité définies. Les souscripteurs peuvent décider de faire une communication extérieure pour présenter plus rapidement les résultats obtenus.
Quelques exemples de projets à souscription :
- Méthodes statistiques de traitement et d’interprétation d’un retour d’expérience en langage naturel [28]

- Guide pratique d'orientation pour l'application des normes actuelles de management des risques et de sûreté de fonctionnement
- Impact des facteurs humains et organisationnels sur les défaillances de structures industrielles ou de génie civil

### Les formations
L’IMdR ayant pour mission de développer et d’essaimer les méthodes de maîtrise des risques et de sûreté de fonctionnement, c’est tout naturellement qu’il est amené à proposer des formations sur des thèmes innovants qui ont été développés dans le cadre de ses activités. Les thèmes de ces formations, qui ne sont pas proposés ailleurs, sont donc peu nombreux et particulièrement novateurs. Ils font l’objet de sessions d’une ou de deux journées à une fréquence d’une ou deux formations par thème et par an.

### Les Entretiens du Risque
En alternance avec les congrès λμ ont lieu, à Paris, les « Entretiens du Risque ». Alors que le congrès λμ obéit aux règles des congrès universitaires (appel à communications, sélection des résumés par un comité de programme constitué d’une centaine de membres et regroupement des communications par session selon les thèmes), les « Entretiens du Risque » ont pour objectif, sur deux journées, de mener une réflexion organisée sur un thème précis valorisant l’utilisation de l’approche cindynique. Le fil directeur des Entretiens est construit, puis des conférenciers provenant de domaines de compétences divers et de secteurs industriels et socio-techniques différents sont invités de façon à faire apparaître le caractère transverse des questionnements.
| Date | Thème |
| ---- | --- |
| 2021 | Activités et crises : les métiers du risque face aux enjeux de la société - Quels apports et quelles questions ? |
| 2019 | Prendre en compte la dimension éthique pour mieux maîtriser les risques                                          |
| 2017 | Le déni du risque : de l'attitude individuelle à la gouvernance des organisations                                |
| 2015 | Explorer l'imprévisible : comment et jusqu'où ?                                                                  |
| 2013 | Gouvernance et maîtrise des risques des systèmes fractionnés                                                     |
| 2011 | Sécurité réglée et sécurité gérée : Pour une complémentarité à partager par les acteurs                          |
| 2009 | Comment capitaliser et bénéficier de l'apport des sciences cindyniques                                           |
| 2007 | Maîtrise des malveillances et conception des systèmes d'information                                              |

### Les congrès λμ
Reprenant une tradition lancée il y a près de 40 ans par la communauté des acteurs de la sûreté de fonctionnement, l’IMdR organise tous les deux ans un congrès dans une ville de province avec un thème général reflétant un grand thème d’actualité à la date du congrès : « Innovation et risque » (λμ 17 à La Rochelle en 2010), « Maîtrise des risques des systèmes complexes » (λμ 18 à Tours en 2012), « Décider dans un monde incertain » (λμ 19 à Dijon en 2014), « Maîtriser les risques dans un monde en mouvement » (λμ 20 à Saint-Malo en 2016), « Maîtrise des risques et transformation numérique » (λμ 21 à Reims en 2018).
Ces congrès réunissent près de 500 personnes pendant 3 jours. En dehors des sessions plénières (ouverture, conférences invitées, table ronde, clôture), près de 180 communications sont présentées sur trois jours, en cinq sessions parallèles et au cours d’ateliers interactifs. Les meilleures communications sont primées.
|               | λμ | Lieu          | Date | Président du congrés                                  | Thèmes                                                                                |
| ------------- | -- | ------------- | ---- | ----------------------------------------------------- | ------------------------------------------------------------------------------------- |
| IMdR          | 24 | Bourges       | 2024 | Yann CHAMAILLARD (INSA)                               | Les métiers du risque : clés de la réindustrialisation et de la transition écologique |
| IMdR          | 23 | Paris Saclay  | 2022 | Laurent BILLET (EDF R&D)                              | Innovations et maîtrise des risques pour un avenir durable                            |
| IMdR          | 22 | e-congrès     | 2020 | Pierre-Etienne LABEAU (Université Libre de Bruxelles) | Les risques au cœur des transitions                                                   |
| IMdR          | 21 | Reims         | 2018 | Christian GALIVEL (RATP)                              | Maîtrise des risques et transformation numérique : opportunités et menaces            |
| IMdR          | 20 | Saint-Malo    | 2016 | Philippe CORDAT (Thales)                              | La maîtrise des risques dans un monde en mouvement                                    |
| IMdR          | 19 | Dijon         | 2014 | Jacques RAPOPORT (RFF)                                | Décider dans un monde incertain : enjeu majeur de la maîtrise des risques             |
| IMdR          | 18 | Tours         | 2012 | Pierre DUFOUR (Air Liquide)                           | La maîtrise des risques des systèmes complexes                                        |
| IMdR          | 17 | La Rochelle   | 2010 | Yves RAMETTE (RATP)                                   | Innovation et maîtrise des risques                                                    |
| IMdR          | 16 | Avignon       | 2008 | Philippe PRADEL (CEA - DEN)                           | Les nouveaux défis de la maîtrise des risques                                         |
| IMdR          | 15 | Lille         | 2006 | Jean-Louis RICAUD (Renault)                           | Risques et Performances                                                               |
| IMdR          | 14 | Bourges       | 2004 | Guy BOURGEOIS (INRETS)                                | Risques et Opportunités                                                               |
| ISdF          | 13 | Lyon          | 2002 | Claude FRANTZEN (EDF)                                 | Sûreté de Fonctionnement                                                              |
| ISdF          | 12 | Montpellier   | 2000 | Michel ETIENNE (SNCF)                                 | Sûreté de Fonctionnement                                                              |
| ISdF          | 11 | Arcachon      | 1998 | Jacques BOUCHARD (CEA - DAM)                          | Sûreté de Fonctionnement                                                              |
| CEA CNET CNES | 10 | Saint-Malo    | 1996 | J.P BARON (CNET)                                      | Fiabilité et maintenabilité                                                           |
| CEA CNET CNES | 9  | La Baule      | 1994 | André REMONDIERE (CNES)                               | Fiabilité et maintenabilité                                                           |
| CEA CNET CNES | 8  | Grenoble      | 1992 | Philippe GARDERET (CEA)                               | Fiabilité et maintenabilité                                                           |
| CEA CNET CNES | 7  | Brest         | 1990 | J. LE MEZEC (CNET)                                    | Fiabilité et maintenabilité                                                           |
| CEA CNET CNES | 6  | Strasbourg    | 1988 | Jean-Gérard ROUSSEL (CNES - ESA)                      | Fiabilité et maintenabilité                                                           |
| CEA CNET CNES | 5  | Biarritz      | 1986 | Pierre THIERRY (CEA - DAM)                            | Fiabilité et maintenabilité                                                           |
| CEA CNET CNES | 4  | Perros-Guirec | 1984 | J. JERPHANION (CNET LANNION)                          | Fiabilité et maintenabilité                                                           |
| CEA CNET CNES | 3  | Toulouse      | 1982 | ESA                                                   | Fiabilité et maintenabilité                                                           |
| CEA CNET CNES | 2  | Perros-Guirec | 1980 | A. PROFIT (CNET Paris)                                | Fiabilité et maintenabilité                                                           |
| CEA CNET CNES | 1  | Paris         | 1978 | Guy PEYRACHE (FIEE)                                   | Fiabilité et maintenabilité                                                           |